# 佐久インターチェンジ
佐久インターチェンジ（さくインターチェンジ）は長野県佐久市にある上信越自動車道のインターチェンジ。佐久市街の他、同市旧臼田町域、北佐久郡御代田町や南佐久郡北部へのアクセスに利用される。トランペット型の形状をしている。なお、佐久バスストップが併設されている。また、ほぼ真下に北陸新幹線の小田井トンネルがある。
長野、名古屋方面より軽井沢へ向かう際は、ICへのアクセス道が峠道となる碓氷軽井沢ICを利用せずに、このICを利用する車も多い。

## 道路
- E18 上信越自動車道（7番）

## 接続する道路

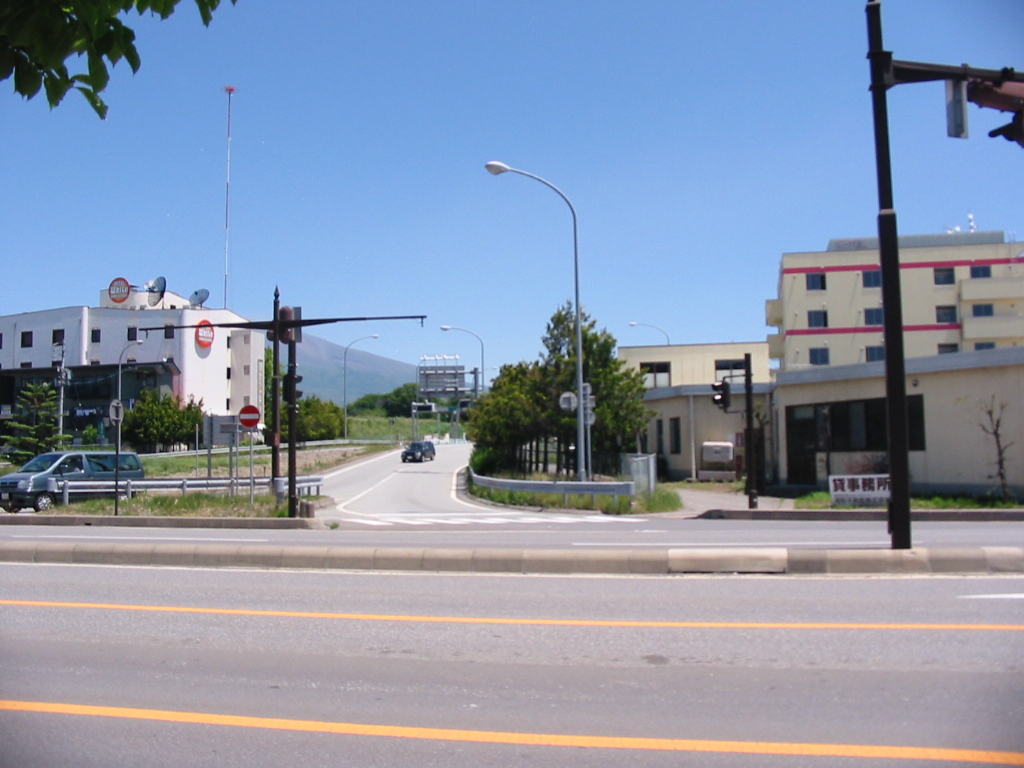
料金所出入口付近

- 国道141号（長土呂バイパス）（市道経由）
- 長野県道9号佐久軽井沢線

## 料金所
- ブース数：5

### 入口
- ブース数：2
  - ETC専用：1
  - ETC・一般：1

### 出口
- ブース数：3
  - ETC専用：1
  - 一般：2

## 周辺
- JR東日本 佐久平駅・中佐都駅・岩村田駅

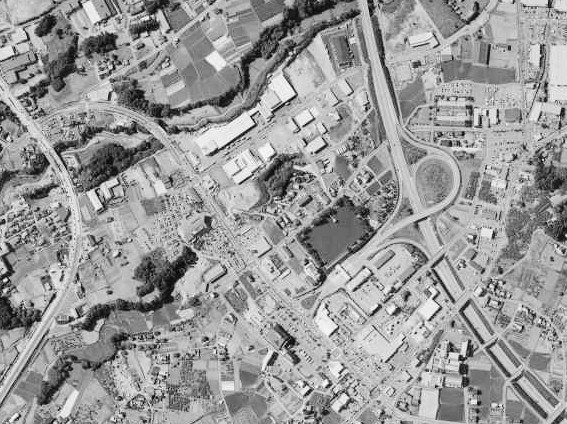
（2001年撮影）

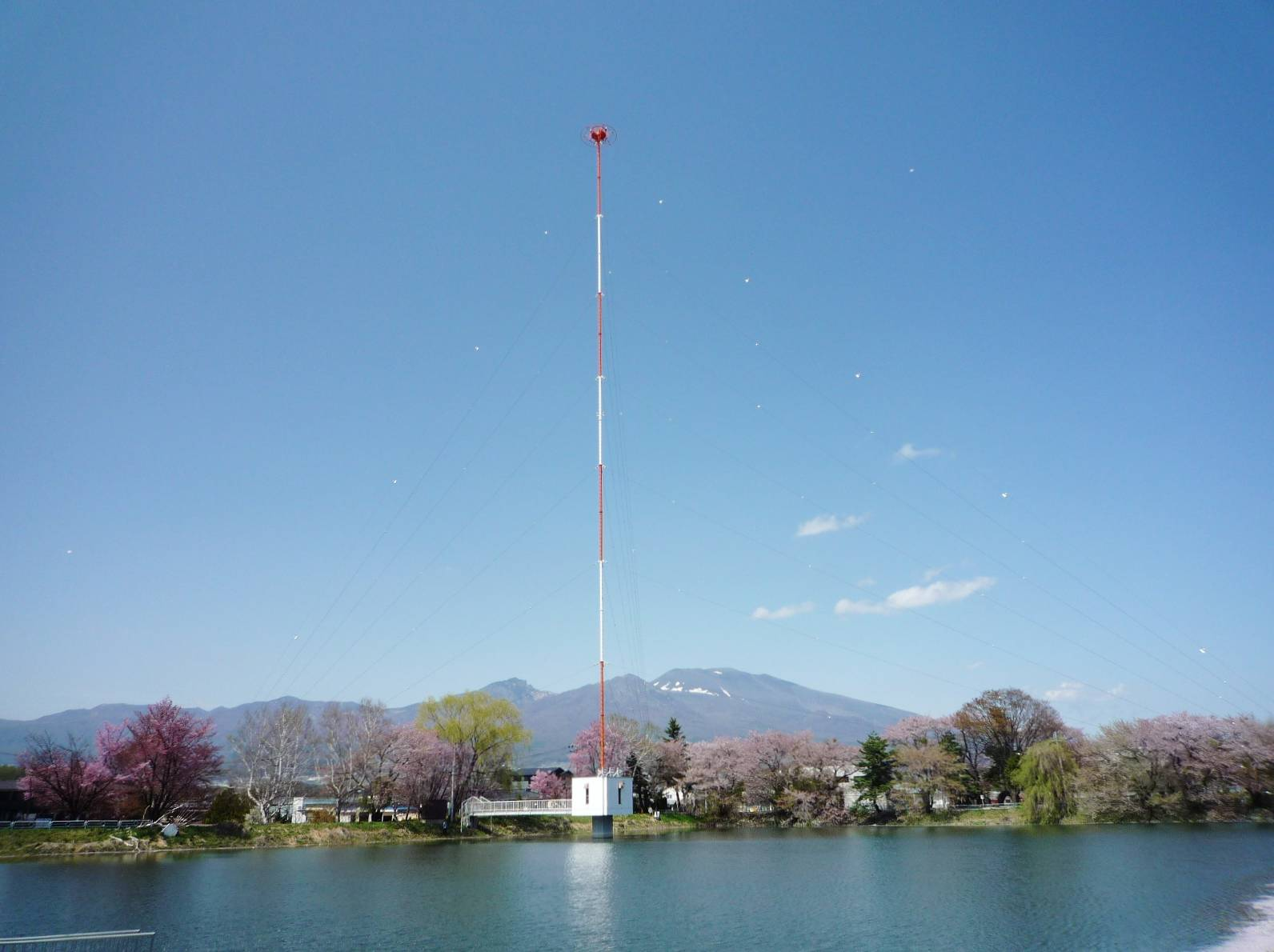
仙禄湖

- 仙禄湖、仙禄湖公園、SBC佐久ラジオ中継局
- 佐久長聖中学校
- 佐久インターウェーブ
  - ビバホーム佐久インター店
  - ウエルシア佐久インターウェーブ店
  - ザ・ダイソー佐久インターウェーブ店
  - ファッション市場サンキ佐久店
  - バーミヤン佐久店
  - スペースクリエイト自遊空間佐久店
- イエローハット佐久インター店
- 眼鏡市場佐久インター店
- アムアムビレッジ
- 佐久乃おぎのや
- イオンモール佐久平

## 佐久バスストップ
佐久バスストップ（さくバスストップ）は、長野県佐久市の上信越自動車道佐久インターチェンジ内、料金所外にある高速バス停留所。

### 停車する路線
- 池袋 - 上田線（千曲三線）
松井田BS - 佐久BS - 小諸高原BS

※佐久インター南バス停とは異なる。

## 隣
E18 上信越自動車道
(6)碓氷軽井沢IC - 八風山TN - (6-1)佐久平PA/SIC - (7)佐久IC - (7-1)佐久小諸JCT - (8)小諸IC